# Federico Maria Giovanelli

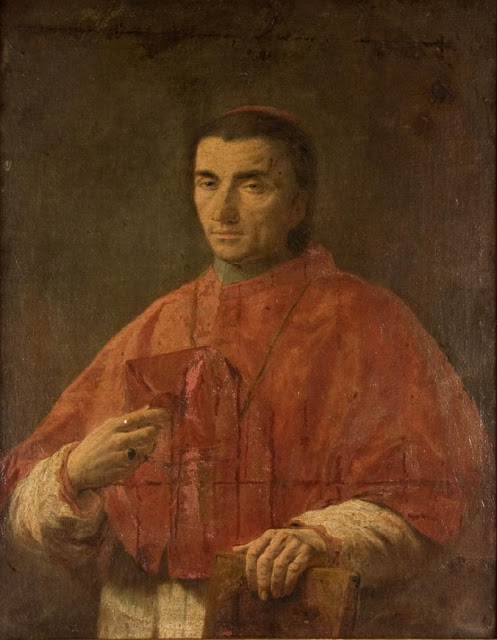
Retrato de Federico Maria Giovanelli por Giuseppe Angeli, Madrid, Museo Cerralbo

Federico Maria Giovanelli (Venecia, 26 de diciembre de 1728-10 de enero de 1800) fue un presbítero católico italiano, elegido por el Senado patriarca de Venecia el 5 de enero de 1776, consagración aprobada por el papa Pio VI en el consistorio cardenalicio del mes de mayo siguiente.
Tercero de los hijos de Giovanni Paolo Giovanelli y de Giulia Calbo, «matrona savissima», descendía de una familia patricia de origen bergamasco enriquecida gracias al comercio de tejidos. A mediados del siglo XVII el patrimonio acumulado facilitó la diversificación de las actividades familiares en lo económico, con intereses en minas de cobre en Eslovaquia y Hungría y latifundios en Bérgamo, Véneto, Trentino y Tirol, a la vez que algunos de sus miembros hacían carrera en el terreno militar al servicio del emperador en las luchas contra los turcos, ganando títulos nobiliarios. En la segunda mitad del siglo una de las ramas familiares se estableció en Venecia y entró en el patriciado véneto en 1668 gracias a un donativo de cien mil ducados a la Serenísima para sostener la guerra de Candía. Su padre se deshizo de las actividades comerciales, que no añadían prestigio a los títulos nobiliarios, y adquirió nuevas tierras. Sus hermanos mayores, Giovanni Andrea y Giovanni Benedetto, formados en Baviera, ocuparon diversos cargos de gobierno al servicio de la República véneta.
Destinado a la Iglesia, Federico Maria se formó en Roma en el colegio de los jesuitas y en Brescia, donde obtuvo el doctorado in utroque iure. En 1758, al acceder al papado Clemente XIII, veneciano como él, lo llamó a Roma como su prelado doméstico y camarero secreto. Muerto Clemente XIII retornó a Venecia donde el Senado lo designó obispo de Chioggia en 1773.
En enero de 1776, a la muerte del patriarca Giovanni Bragadin, ayudado por la riqueza familiar y la buena fama de su gobierno de la diócesis de Chioggia, el Senado veneciano lo eligió patriarca de Venecia y primado de Dalmacia, confirmado por el papa Pío VI en mayo.
Durante su patriarcado Giovanelli asistió a la desaparición de la República de Venecia en mayo de 1797, ocupada por las tropas napoleónicas. Llamado a jurar fidelidad al nuevo régimen, acudió acompañado del clero y, casi ciego, hizo leer al párroco de San Bartolomeo una declaración diplomática por la que invitaba al pueblo a acatar las nuevas leyes respetando la religión. Tras el Tratado de Campo Formio, por el que Venecia quedaba bajo dependencia de Austria, el emperador Francisco II lo nombró consejero secreto y el papa Pío VI, camino de su cautiverio en Francia delegado apostólico. El cónclave tras la muerte de Pío VI (agosto de 1799) fue convocado en Venecia, pero Giovanelli no pudo asistir a la elección del nuevo papa al sobrevenirle la suya propia el 10 de enero de 1800 a causa de una apoplejía.